# Panik i plugget
Panik i plugget (engelska: Undeclared) är en amerikansk situationskomedi som visades i USA på kanalen FOX under 2001 och 2002. 15 avsnitt visades innan serien blev nedlagd på grund av dåliga tittarsiffror, och två ytterligare avsnitt som producerades finns tillgängliga på DVD-utgåvan. Serien skapades av Judd Apatow, som tidigare var producent för Nollor och nördar.

## Rollista
- Jay Baruchel - Steven Karp
- Carla Gallo - Lizzie Exley
- Charlie Hunnam - Lloyd Haythe
- Seth Rogen - Ron Garner
- Timm Sharp - Marshall Nesbitt
- Monica Keena - Rachel Lindquist
- Loudon Wainwright III - Hal Karp